# Antoni Clapés i Flaqué
|  | No s'ha de confondre amb Toni Clapés i Casals. |

Antoni Clapés i Flaqué (Sabadell, juliol de 1948) és un poeta català.

## Dades biogràfiques
Va estudiar Ciències Econòmiques a la Universitat de Barcelona i des de 1966 treballa en la indústria informàtica.
Fins ara ha publicat una vintena llarga de llibres i nombrosos textos en edicions d'art, pròlegs, plaquettes i antologies. La seva obra representa una meditació sobre l'ésser i el devenir: l'escriptura i el llenguatge. A part de la poesia, ha reflexionat sobre aquests conceptes en textos diversos, però sobretot en els dos volums de Converses amb Carles Hac Mor, i en les exposicions La casa de l'ésser?, a l'Associació per a les Arts Contemporànies (Vic: 1999) i D'estar a estar, a Container de l'IGAC (Girona: 2008).
Ha traduït poesia del francès i de l'italià. La seva poesia ha estat traduïda i editada a l'espanyol, francès, anglès, italià, portuguès, alemany i àrab.
Ha llegit la seva obra a diversos indrets de Catalunya i als països de llengua catalana, i en Universitats i Festivals de poesia als EUA, Mèxic, Alemanya, Québec, Líban, França, Portugal, Xile, Argentina, Anglaterra, Gal·les i Canadà.
Ha donat conferències i dirigit seminaris sobre Friedrich Hölderlin, María Zambrano, les Avantguardes catalanes, William Shakespeare, Vicente Huidobro, el Black Mountain College, Màrius Torres, Elizabeth Barrett-Browning, John Cage, C. D. Friedrich, Albert Ràfols Casamada, Agustí Bartra, Joan Sales, Bartomeu Rosselló-Pòrcel i J.M. Coetzee, entre d'altres.
Ha estat col·laborador de l'Avui, La Vanguardia, The Barcelona Review, Reduccions, Transversal i Caràcters.
El 1976 va obrir a Sabadell la llibreria Els Dies i, posteriorment, va crear Les Edicions dels Dies (1981-1986). El 1989 va crear –i dirigeix fins ara mateix amb Víctor Sunyol, Cafè Central– un projecte editorial independent al servei de la poesia. En els seus vint anys d'existència, Cafè Central, a part de les publicacions, ha dut a terme més de quatre-cents actes relacionats amb la poesia.
Entre 1970 i 1974 va col·laborar en la creació i direcció de Sala Tres, un espai dedicat a l'art contemporani.

## Obra

### Llibres de poesia
- La llum i el no-res (Premi Josep Maria Llompart i Premi Quima Jaume de Cadaqués). Editorial Meteora. Barcelona: 2009.
- Un sol punt, amb dibuixos de Benet Rossell. Emboscall. Vic: 2009.
- Miro de veure-hi, amb dibuixos de Benet Rossell. Emboscall. Vic: 2007.
- Alta Provença[Enllaç no actiu]. Pagès editors. Lleida: 2005.
- El viatger no sap, amb dibuixos de Benet Rossell. Emboscall. Vic: 2003.
- Destret Arxivat 2009-06-15 a Wayback Machine.. Emboscall. Vic: 2003.
- Llavors abandonaries Greifswald. Emboscall. Vic: 2001.
- in nuce. Proa. Barcelona: 2000.
- Carnet. Emboscall. Vic: 1999.
- Tagrera. Cafè Central. Barcelona: 1997.
- Matèria d'ombres. Jardins de Samarcanda. Barcelona-Vic: 1995.
- A frec, amb dibuixos de Benet Rossell. Cafè Central. Barcelona: 1994.
- Trànsit. Edicions Alfons el Magnànim. València: 1992.
- Epigrafies/Epigramies, amb dibuixos de Benet Rossell. Cafè Central: 1990.
- Crepuscle de mots. Columna Barcelona: 1989.

### Altres llibres
- Poètiques de la contemporaneïtat Arxivat 2012-03-22 a Wayback Machine.. Fundació Suñol. Barcelona: 2008.
- Converses amb Carles Hac Mor (2 vols.) Emboscall. Vic: 2006.
- Des de la terra.[Enllaç no actiu] Poesia als Parcs. Diputació de Barcelona: 2006.
- A fum de sabatots. Amb poemes d'A.C., C. Hac Mor, J. Sala-Sanahuja i E. Xargay, i dibuixos de B. Rossell. Barcelona: 1993.
- El radical sentit. Cafè Central. Barcelona: 1990.
- Escrit en fulles de te. Les edicions dels dies. Sabadell: 1986.

### Traduccions publicades
- Allò doncs, de Danielle Collobert. Amb Víctor Sunyol. Jardins de Samarcanda. Barcelona-Vic : 2009.
- La presència pura, de Christian Bobin. Les edicions del Salobre. Pollença: 2007.
- Gran Hotel d'Estrangers, de Claude Beausoleil. Jardins de Samarcanda. Barcelona-Vic : 2007.
- Confabulacions, de Carlos Vitale. MX espai 1010. Barcelona: 2006.
- Instal·lacions, de Nicole Brossard. Jardins de Samarcanda. Barcelona-Vic: 2005.
- Sísif, d‘Alphonse Rabbe. The Barcelona Review núm. 34.
- Sentit i essència. Recorregut d'un pensament i d'una obra o l'itinerari de Pic Adrian, de Roger Prevel. Amb I. Casals. H-AAC. Vic: 2001.
- Metamorfosi del silenci, de Pietro Civitareale. Jardins de Samarcanda. Barcelona-Vic: 2001.
- Traduccions (inèdites) de René Char: Lettera amorosa i Dos textos sobre poesia

### Traduccions de la seva obra
A l'alemany:
- Zeitgenösssische Katalanische Dichtung, per Claudia Kalász. 2007.

A l'anglès:
- Looking to See, trad. de Catalina Girona. Barcelona: 2008.
- Distress, trad. de Matthew Tree. Barcelona: 2003.
- Hair's Breadth, trad. de Matthew Tree Sherman Oaks, Califòrnia, Estats Units: 2001.
- Matter made of Shadows, per Matthew Tree i William Truini. Oakland, Estats Units: 1996.

A l'àrab:
- Al-Safi, per Sabah Zwein. Beirut: 25.8.2008

A l'espanyol:
- Trànsit / Tránsito, diversos traductors. Editorial Humo, Municipio de Zapopan y Paraiso Perdido. Guadalajara, México: 2005.
- Claroscuros, trad. de Carlos Vitale. Vic: 2004.
- Muy cerca, trad. de Carlos Vitale. Sherman Oaks, Califòrnia, Estats Units: 2001.
- Carnet, trad. de Carlos Vitale. Vic: 1999.
- Los nombres del laberinto, trad. de Josep Maria Sala-Valldaura. México DF : 1998.

Al francès:
- Haute-Provence Arxivat 2008-11-20 a Wayback Machine., trad. François-Michel Durazzo. Écrits des Forges. Trois-Rivières, Québec: 2008.
- Détresse, trad. Nathalie Bittoun-Debruyne. Papers de Terramar. Sitges: 2004.
- La lenteur, la durée, trad. de Mireia Porta i Arnau. ILC. Barcelona: 2003.

A l'italià:
- Tratti, per Pietro Civitareale. Faenza: 2001.

Al portuguès:
- Encontros de Talábriga, per Egito Gonçalves. Aveiro: 1999.

### Edicions d'art
- Silenci, amb imatges de Montsita Rierola. CAN. Farrera de Pallars: 2004.
- On la forma s'engendra. Poemes en col·laboració amb Víctor Sunyol. Dibuixos de Montsita Rierola i Jordi Lafon. Emboscall. Vic: 2000.
- Minerva, amb dibuixos de Marga Ximénez. MX espai 1010. Barcelona: 1998.
- Dèdal, amb gravats de Jaume Ribas. Quadrat Blau. Barcelona: 1997.
- Laberint, amb gravats de Benet Rossell. Albert Ferrer editor. Barcelona: 1996.

### Textos en antologies, plaquettes, obres col·lectives i revistes
(Una selecció)
- II Trobada de poetes per la Pau.[Enllaç no actiu] Institut d'Estudis Ilerdencs. Lleida: 2009.
- El hacer poético.[Enllaç no actiu] Compilación de Julio Ortega. Universidad Veracruzana. Veracruz, México: 2008.
- Sobre poesia i sobre la meva poesia. Els Marges. Barcelona: 2005.
- 16 poemes d'Antoni Clapés.[Enllaç no actiu] Universitat de València. Facultat de Filologia. València: 2005.
- Les amis de Thalie, núms. 36 i 47 (trad. Matias Tugores). Limoges, França: 2004 i 2005.
- Jalons, núm. 83 (trad. Matias Tugores). Vichy, França: 2005.
- 48 poètes catalans pour le XXIème siècle. Traducció i notes François-Michel Durazzo. Montréal, Québec: 2005.
- IV Jornades Poètiques de l'ACEC. Barcelona: 2005.
- He decidido seguir viviendo. Muestra de poesía catalana actual. Tria i traducció de Jorge Souza i José Bru. Guadalajara, Mèxic: 2004.
- Roques de Menorca. Fotografies de Toni Vidal. Sant Lluís, Menorca: 2005
- Vosaltres, paraules: vint-i-cinc anys de poesia al País Valencià. Alzira, València: 2003.
- La alegría de los naufragios. Tria i traducció de Pilar Gómez Bedate. Madrid: 2002.
- Tenebra Blanca. Barcelona: 2002.
- Blanco Móvil. México D.F.: 2002.
- Poesía080, Barcelona: 2001.
- Llauró. Art i Natura al Collsacabra. Alícia Casadesús. Vic: 2000.
- Poemes d'un segle. Carcaixent: 1999.
- A la fronda d'uns sicòmors. Sabadell. 1998. Quadern de les idees, les arts i les lletres. Número 115, pàgina 58.
- Poemas. Tabla de Poesía Actual. Filadèlfia, Estats Units: 1995.
- Hifen. Traducció d'Egito Gonçalves. Porto, Portugal: 1995.
- Passejos (petges, passeres). Barcelona: 1994.
- Una mirada al mundo. Homenaje a Vicente Huidobro. Santiago de Chile: 1993.
- Tres poemes. Traç. Mataró: 1991.
- Tres poemes en homenatge a T.S.Eliot. Daina. València: 1988.
- Tres textos. Laie. Barcelona: 1988.
- Fragments. El món, 261. Barcelona: 1987.
- I li estreba les vetes de la cotilla. Llibre col·lectiu d'homenatge a Joan Oliver. Sabadell: 1971.